# 第128山地突擊旅 (烏克蘭)
第128山地突擊旅是烏克蘭陸軍的一支部隊，全名第128山地突擊旅“外喀爾巴阡”（羅馬化：128-ma okrema hirsko-pikhotna Zakarpatska brihada，縮寫：128 ОГШБр）該旅是烏克蘭陸軍中第二早建立的現役部隊（於1922年創建），參與了红軍在匈牙利和捷克斯洛伐克的行動。

## 歷史
第128山地突擊旅於1922年7月12日創建，名為第一土庫曼斯坦步兵師（或第一土庫曼斯坦山地師），是蘇聯紅軍的一支部隊，駐紮在波爾托拉茨克（現土庫曼首都阿什哈巴德)。塞爾希·圖莫什科夫（Serhiy Tumoshkov）為該師的第一任師長。在1935年7月1日，該師更名為第83山地步兵師。在衛國戰爭期間，1941年6月22日，第83山地步兵師隸屬於中亞軍區的第58步兵集團軍。 1941年9月1日至10月1日期間，第83山地步兵師被指派至同樣位於中亞軍區的第53集團軍。1942年1月，該師再次回歸第58步兵集團軍，並被派往伊朗參與入侵伊朗行動。
從1943年1月1日起，第83山地步兵師在卡斯洛達地區附近作戰，並被指派至第56集團軍。 在成功解放庫班地區和塔曼半岛後，該師於1943年10月8日被授予近衛稱號，並更名為第128近衛山地步兵師。 
1944年4月24日，由於第128近衛山地步兵師在克里米亞的戰鬥表現優異，被授予部隊第一個紅旗勳章。在八月期間，該師還參加了喀爾巴阡山脈的戰鬥。隨後，該師佔領了匈牙利東北部，即後來的蘇聯外喀爾巴阡，並於1944年10月12日推進至捷克斯洛伐克境內。 後來，部隊佔領了奧斯特拉瓦、奧洛摩次等其他捷克境內的城市。
戰後，第128近衛山地步兵師駐紮在穆卡切沃，並成為第38集團軍的部隊。1956年10月和11月期間，該師參與了鎮壓1956年匈牙利革命 的’’旋風行動’’。在行動期間，部隊佔領了德布勒森、索爾諾克和亞斯貝雷尼。 其後向西挺進，參與了對布達佩斯的襲擊。1956年12月15日，第128近衛山地步兵師在埃斯泰爾戈姆更名為第128近衛摩托化步兵師。1958年7月，該師遷回穆卡切沃。1968年，該師參加了蘇聯入侵捷克斯洛伐克的多瑙河行動。在行動中，第128近衛摩托化步兵師有11名士兵陣亡。 在1976年5月，部隊被授予“以蘇聯元帥安德烈·格列奇科命名”的稱號。1979年12月，該師的第149近衛摩托化步兵團被指派到第201摩托化步兵師，並由新組建的第487摩托化步兵團取代。1985年5月8日，該師被授予部隊第二枚紅旗勳章，以紀念衛國戰爭勝利40週年。蘇聯解體後，該師在1992年1月被烏克蘭接管。
1992年12月31日，烏克蘭總統在第642/92號法令中晉升喀爾巴阡軍區第128近衛摩托化步兵師師長維亞切斯拉夫·扎博洛特尼（Vyacheslav Zabolotny）為少將。
根據1998年8月23日的法令，奧歷山大·馬斯倫楚克（Oleksandr Maslenchuk）上校（西方作戰指揮部第38集團軍第128機械化師師長）獲提拔為少將。
在2000年5月27日，時任國防部長、陸軍上將奧歷山大·庫茲穆克（Oleksandr Kuzmuk）向第128機械化師頒發了戰鬥旗幟，並宣讀了烏克蘭總統的命令（授予該師戰鬥榮譽“外卡爾帕蒂亞”）。 
2002年，第128近衛機械化師被指派至第38集團軍。在第38集團軍解散後，該師編入第13集團軍。
2004年6月18日，根據國防部長的命令，第128近衛機械化師被重組為一個旅。
2013年，第128近衛機械化旅重組為第128近衛山地旅。
在2014至15年間，第128近衛山地旅參加了頓巴斯戰爭以皮其中的傑巴利采韋戰役。此外,由於該旅指揮官指在傑巴利采韋戰役中的卓越領導，旅指揮官謝爾蓋·沙普塔拉上校被授予烏克蘭英雄稱號。
在2015年11月18日，作為全武裝部隊的一部分，第128近衛山地旅的榮譽稱號土庫曼及兩面紅旗勳章皆被移除,以移除蘇聯時期的榮譽稱號和勳章.第128近衛山地旅因在1945 年解放外喀爾巴阡地區而獲得的外喀爾巴阡戰鬥榮譽依然存在。在2016年8月22日，其近衛軍稱號也被取消。
在2016年第128近衛山地旅改為第128山地旅,並在2018年改為第128山地突擊旅.
2022年4月，第128山地突擊旅參加了2022年俄羅斯入侵烏克蘭的戰鬥，並在盧甘斯克地區作戰.據報該旅的士兵參與了克雷明納戰役，遭受到損失。
此外,第128山地突擊旅還參與了2022年烏克蘭南部反攻行動。 2022年9月2日，在該旅的起源地外喀爾巴阡州，市民為住在該地區的七名第128山地突擊旅陣亡士兵舉行了哀悼日。在南部反攻行動期間，第128山地突擊旅於2022年10月3日收復米羅柳比夫卡（Myrolyubivka）， 隨後再收復數個第聶伯河右岸的村莊。
2023年2月18日，總統弗拉基米爾·澤連斯基表示，該旅正在扎波羅熱州作戰。

## 結構
截至2018年，該旅的結構如下：
- 第128山地突擊旅，穆卡切沃
  - 本部連，穆卡切沃
  - 第 15 山地步兵營，烏日霍羅德
  - 第 21 機械化營，穆卡切沃
  - 第 36 機械化營，穆卡切沃
  - 第 16 坦克營，烏日霍羅德
  - 第17旅砲兵群
    - 目標偵測連
    - 自走火砲營（2S3「相思」自走砲）

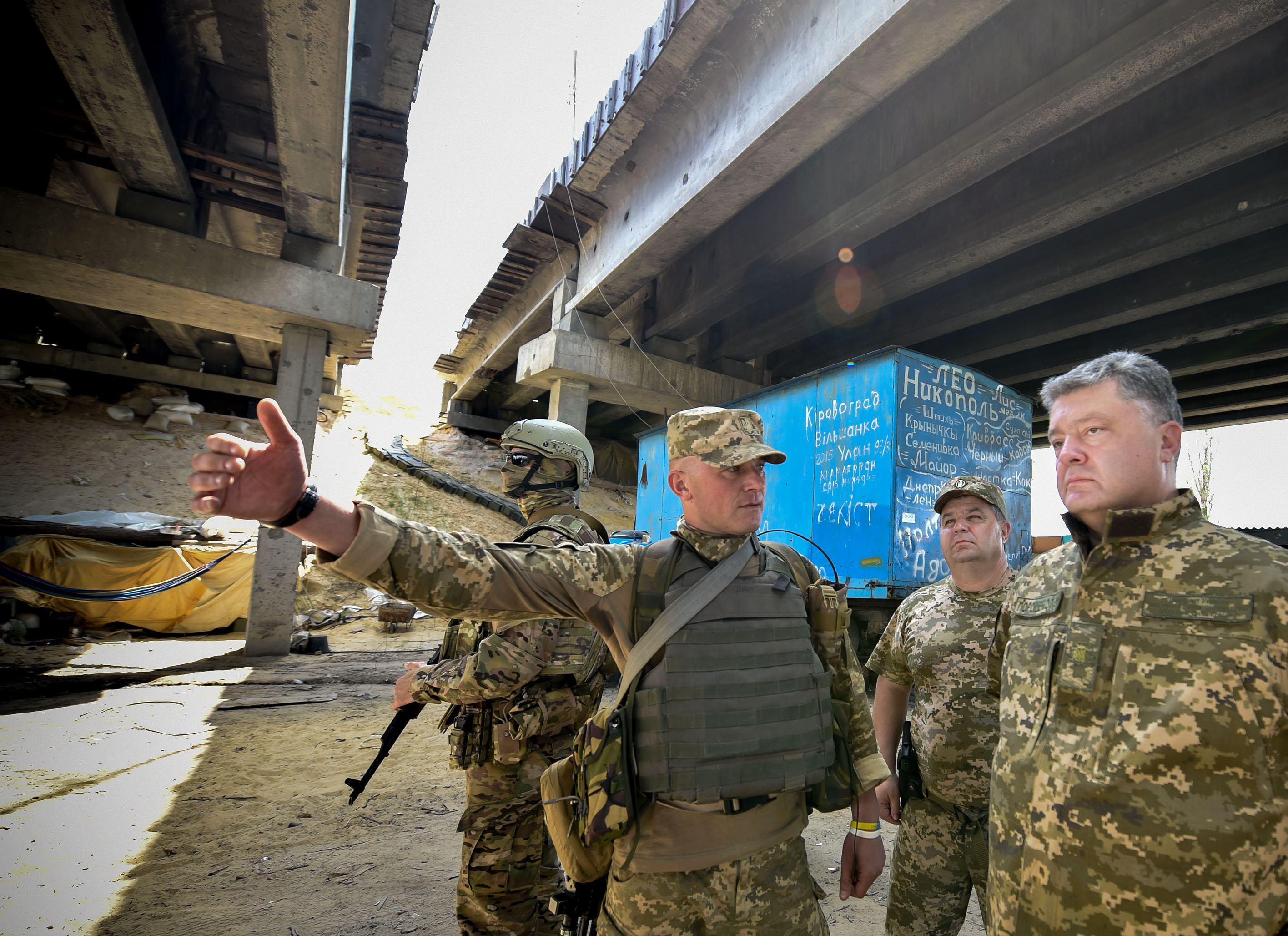
彼得·波洛申科與斯捷潘·波爾托拉克 (Stepan Poltorak)正在視察第128山地旅(2016年)

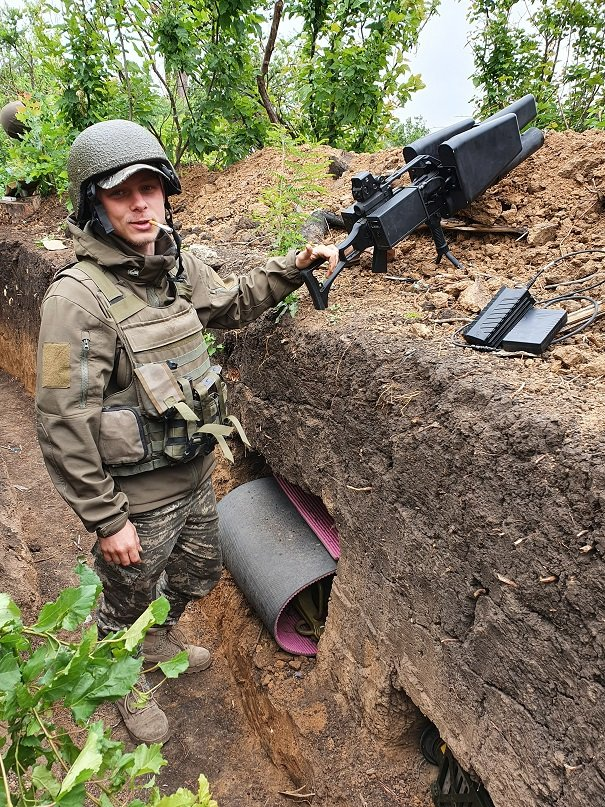
在2022年俄羅斯入侵烏克蘭 期間，第128山地突擊旅的一位士兵手持EDM4S反無人機步槍

    - 自走火砲營（2S1 Gvozdika 自走砲）
    - 火箭砲兵營（BM-21火箭炮）
    - 反坦克砲兵營（T-12反坦克炮）

  - 第 10 防空導彈砲兵營，穆卡切沃
  - 第534工兵營
  - 維修營
  - 後勤營
  - 偵察連
  - 狙擊連
  - 電子作戰連
  - 信號連
  - 雷達連
  - CBRN-防禦連
  - 醫療連
  - 旅樂隊

## 戰鬥序列
- 指揮部和參謀部，乌日霍罗德
- 第315機械化團，贝雷霍韦
- 第327機械化團，烏日霍羅德
- 第820機械化團，穆卡切沃
- 第398裝甲團“烏日霍羅德”，烏日霍羅德
- 第331自行火砲團，佩列欽
- 第757反坦克砲兵營，斯瓦利亚瓦
- 第253防空導彈團，斯瓦利亞瓦
- 第47偵察營

第327機械化團後來改編為第15山地步兵營，成為烏克蘭陸軍中第一支山地步兵部隊。

## 歷任指揮官
- 維亞切斯拉夫·扎博洛特尼（Viacheslav Zabolotnyi）上校 – 1992年 - 1993年[22]
- 亨納迪·沃羅比約夫（Henadiy Vorobyov）少將– 2001年 - 2002年[23]
- 塞爾希·霍羅什尼科夫（Serhiy Horoshnikov）上校 – 2002年 – 2003年
- 瓦西里·科卡（Vasyl Koka）– 2004年[24]
- 維克托·哈努什查克（Viktor Hanushchak）上校– 2007年 – ?
- 谢尔盖·沙普塔拉上校 – 2014年 – 2017年
- 謝爾希·索布科（乌克兰语：Собко_Сергій_Станіславович）（Serhiy Sobko）中校 – 2017年 – 2019年
- 賽爾希·圖莫什科夫（Serhiy Tumoshkov） –1922年7月12日 – ?

## 榮譽及獎項
- 1943年10月8日，部隊因解放庫班地區和塔曼半島而獲得榮譽稱號“近衛”。
- 1944年4月24日，部隊因參與解放克里米亞而獲得紅旗勳章。
- 1985年5月8日，為紀念衛國戰爭勝利40週年而榮獲紅旗勳章。
- 2000年1月10日，部隊被授予團旗和榮譽稱號外喀爾巴阡[25]
- 14名士兵被授予蘇聯英雄勳章。
- 19名士兵和中士被授予光榮勳章。
- 3名士兵因在俄烏戰爭中的英勇行為而被授予國家勳章.迄今為止，已有1人被授予烏克蘭英雄金星獎章（因在頓巴斯戰爭中的優異表現）。